# Swir
Der Swir (russisch Свирь, finnisch und karelisch Syväri) ist ein Fluss in der Oblast Leningrad in Nordwestrussland. Er beginnt bei Wosnessenje (Вознесенье, im Süden des Onegasees) und mündet nach 224 km in den Ladogasee. Der Swir verbindet dabei die beiden größten Seen Europas, den Onegasee und den Ladogasee. Zudem ist er Teil des Weißmeer-Ostsee-Kanals sowie des Wolga-Ostsee-Kanals. 
Zwei Flusskraftwerke nutzen den Höhenunterschied von 28,5 m und unterteilen den Fluss in den Oberen Swir (93 km), Mittleren Swir (45 km) und Unteren Swir (80 km).
Die Breite beträgt in der Nähe der Stadt Podporoschje nur 100 Meter, was das Kreuzen der vielen Schiffe erschwert. 
Im gefluteten Iwinsker Becken (Ивинский Разлив) erreicht er eine Breite von 10 bis 12 Kilometern. 
Am Fluss liegt das Museumsdorf Werchnije Mandrogi.
Der Swir stellt die traditionelle Südgrenze der Landschaft Karelien dar.